# Pearl Harbor, Havaji
 Ovo je glavno značenje pojma Pearl Harbor, Havaji. Za istoimeni film pogledajte Pearl Harbor (2001.).
Pearl Harbor je američka luka na havajskom otoku Oahuu na Havajima, najpoznatija po japanskom napadu koji je označio ulazak SAD-a u 2. svjetski rat. 
Većina luke i okolnog zemljišta pripada američkoj ratnoj mornarici gdje se nalazi i sjedište američke pacifičke flote.
Japanski napad na ovo mjesto 7. prosinca 1941. označio je početak rata na Pacifiku tijekom Drugog svjetskog rata.

## Poveznice
- Napad na Pearl Harbor